# Пиден, Робби
Ро́берт Ллойд Пи́ден (англ. Robert Lloyd Peden; род. 11 ноября 1973, Брисбен) — австралийский боксёр, представитель нескольких весовых категорий от наилегчайшей до второй полулёгкой. Выступал за сборную Австралии по боксу в 1990-х годах, чемпион Игр Содружества, трёхкратный чемпион австралийского национального первенства, победитель и призёр многих турниров международного значения, участник двух летних Олимпийских игр в Барселоне. В период 1996—2007 годов боксировал на профессиональном уровне, владел титулом чемпиона мира по версии Международной боксёрской федерации (IBF).

## Биография
Робби Пиден родился 11 ноября 1973 года в городе Брисбен штата Квинсленд, Австралия. Его отец имеет шотландское происхождение, а мать — представительница австралийских аборигенов.
Проходил подготовку в клубе любительского бокса, базировавшемся в здании брисбенского стадиона «Ланг-Парк».

### Любительская карьера
Впервые заявил о себе в боксе в сезоне 1990 года, одержав победу на чемпионате Австралии среди юниоров. Год спустя уже выиграл взрослое национальное первенство в зачёте наилегчайшей весовой категории.
В 1992 году поднялся в легчайший вес и вновь стал лучшим на чемпионате Австралии. Благодаря череде удачных выступлений удостоился права защищать честь страны на летних Олимпийских играх в Барселоне — в категории до 51 кг благополучно прошёл первых двоих соперников по турнирной сетке, тогда как в третьем четвертьфинальном бою со счётом 11:25 потерпел поражение от представителя КНДР Чхве Чхоль Су, который в итоге и стал победителем этого олимпийского турнира.
После барселонской Олимпиады Пиден остался в основном составе австралийской национальной сборной и продолжил принимать участие в крупнейших международных соревнованиях. Так, 1993 году он побывал на чемпионате мира в Тампере, где уже на предварительном этапе был остановлен россиянином Владиславом Антоновым.
В 1994 году в третий раз завоевал золото чемпионата Австралии, выступил на Играх Содружества в Виктории, откуда так же привёз награду золотого достоинства, в частности в финале взял верх над англичанином Спенсером Оливером.
В 1995 году отметился победой на международном турнире Multi Nations в Ливерпуле, где помимо прочего одолел будущего олимпийского чемпиона из Таиланда Сомлука Камсинга.
Находясь в числе лидеров боксёрской команды Австралии, прошёл отбор на Олимпийские игры 1996 года в Атланте — в стартовом поединке категории до 57 кг прошёл марокканца Мохамеда Ашика, но затем со счётом 8:20 проиграл болгарину Серафиму Тодорову и выбыл из борьбы за медали.

### Профессиональная карьера
Вскоре по окончании атлантских Игр Пиден покинул расположение австралийской сборной и в декабре 1996 года успешно дебютировал на профессиональном уровне. Выступал преимущественно на территории США, долгое время шёл без поражений, выиграв несколько региональных титулов, в том числе стал чемпионом тихоокеанского региона по версии Международной боксёрской федерации (IBF) и чемпионом Североамериканской боксёрской федерации (NABF) в зачёте второй полулёгкой весовой категории.
В июне 2000 года в претендентском бою IBF встретился с американцем Джоном Брауном (21-7) и уступил ему единогласным решением судей — тем самым потерпел первое в профессиональной карьере поражение и лишился титула чемпиона NABF.
Несмотря на проигрыш, Пиден продолжил активно выходить на ринг, стал чемпионом NABF в полулёгком весе и дважды защитил полученный чемпионский пояс. В марте 2002 года в ещё одном претендентском бою IBF боксировал с мексиканцем Хуаном Мануэлем Маркесом (37-2), но проиграл досрочно в десятом раунде.
В дальнейшем Пиден выиграл один рейтинговый поединок, завоевал титул чемпиона Боксёрской ассоциации Соединённых Штатов и в очередном претендентском бою IBF нокаутировал американца Нейта Кэмпбелла (24-1-1). Наконец, в феврале 2005 года в повторном бою с Нейтом Кэмпбеллом (25-2-1) удостоился права оспорить титул чемпиона мира IBF во втором полулёгком весе и на сей раз выиграл у своего соперника техническим нокаутом в восьмом раунде.
Тем не менее, Робби Пиден оставался чемпионом не долго, уже спустя семь месяцев в объединительном бою он встретился с действующим чемпионом Всемирного боксёрского совета (WBC) мексиканцем Марко Антонио Баррерой (60-4) — противостояние между ними состоялось на арене MGM Grand в Лас-Вегасе и продлилось все отведённые 12 раундов — в итоге судьи единогласным решением отдали победу Баррере (счёт 109:118, 108:118, 108:118).
Последний раз боксировал на профессиональном уровне в марте 2007 года, потерпев поражение нокаутом от малоизвестного филиппинца. В общей сложности провёл на профи-ринге 29 боёв, из них 25 выиграл (в том числе 14 досрочно) и 3 проиграл.
В 2012 году был введён в Австралийский национальный зал славы бокса.
Впоследствии занимался тренерской деятельностью, готовил начинающих боксёров в своём собственном зале Fitzroys Stars Gym в Мельбурне.